# 体脂肪計タニタの社員食堂
『体脂肪計タニタの社員食堂』（たいしぼうけいタニタのしゃいんしょくどう）は、2013年の日本のコメディ映画。
レシピ本としては異例の売上累計485万部を突破し、社会現象となった『体脂肪計タニタの社員食堂〜500kcalのまんぷく定食〜』を映画化したものである。健康機器メーカーのタニタが社員の健康維持を目的にした社員食堂のメニューにまつわる実話（タニタ#社員食堂と外食事業も参照）をベースにしつつ、「もし、タニタの社員が全員太っていたら…」という着想を元に構成されたフィクションとなっている（このため、原作としては田中大祐著のノベライズ版とレシピ本が併記されている）。タニタは本社を撮影場所として提供し、映画の告知イベント等で協力していた。
優香にとっては、『輪廻』以来7年ぶりの主演映画である。優香は特殊メイクで太った姿も披露している。

## ストーリー
健康機器メーカーのタニタは世界初の体脂肪計の開発に成功したが、社長・谷田卯之助の息子で副社長の幸之助をはじめ、社員は肥満体型の者ばかりだったため、モニターからの評判も芳しくなく、売り上げは伸びなかった。
そんなある日、卯之助が病気で倒れてしまう。卯之助に代わって大事な新商品発表会のプランを任された幸之助は、卯之助からの厳命に従い、社員が自らダイエットを行い、その経過を発表するプロジェクトを提案する。
幸之助は、高校時代の同級生でかつて自身も肥満体型だった栄養士の春野菜々子を社員食堂の責任者として雇い入れ、プロジェクトを実行する。
菜々子は、いい加減で誘惑に弱い肥満社員たちを叱咤しつつ、食事の満足度を上げるために様々なダイエットメニューを考え出す。当初は成果を疑問視していた周囲の人々も、ダイエットメニューの質の高さから、菜々子を認め、評価するようになる。ところが、恋人に浮気された肥満の女性社員・福原がダイエットによるストレスと相俟って会社で飛び降り自殺騒ぎを起こしたために、プロジェクトは中止、幸之助も新商品発表会の担当を外されてしまう。昔から何をやっても中途半端で自他ともに認めるダメ男の幸之助は、会社の決定に簡単に諦めてしまう。しかし菜々子の説得でようやく目が覚め、プロジェクトの継続と共に、菜々子が考え出したダイエットメニューを公開するアイデアを専務らに強く訴える。幸之助のアイデアに専務らも賛同し、プロジェクトは再開される。
新商品発表会の当日を迎え、幸之助をはじめとするダイエットを実施した社員らが、その成果を披露すると、会社に問い合わせが殺到、新製品は好調な売れ行きを見せる。こうして自信をつけた幸之助は以前に父親に提出していた辞表を取り返して破る。一時は幸之助らと対立し他社への転職も考えていた菜々子だったが、タニタに残ることを決め、タニタのダイエットメニュー開発者としてメディアにも登場するようになる。また、一目惚れした菜々子のためにダイエットを決めた肥満社員・太田は、ダイエットの成功を踏まえて菜々子に告白しようとするが、実は菜々子はデブ好きで、行きつけの居酒屋の肥満気味の大将といつの間にか交際していたのである。

## キャスト
- 春野菜々子 - 優香： 栄養士。元肥満。少々不器用。
- 谷田幸之助 - 浜野謙太： 副社長。菜々子の高校の同級生。何をやってもダメな肥満男。
- 谷田卯之助 - 草刈正雄： 社長。幸之助の父親。やり手のナイスミドル。
- 丸山謙吾 - 宮崎吐夢： 営業部。バツイチ。肥満の父親を嫌がる娘のために痩せようと決意。
- 福原紀美子 - 小林きな子： 総務部。ぽっちゃり好きの恋人が望むレベルまで痩せるつもり。
- 太田仁 - 草野イニ： 開発部。菜々子に一目惚れして痩せようとする。
- 光子 - 渡会久美子： 社食厨房の調理師。
- 信子 - 藤本静： 社食厨房の調理師。光子と共に当初は菜々子に反発していたが、菜々子の頑張りを認めるようになる。
- 小泉専務 - 酒向芳： 卯之助の腹心の部下。幸之助に厳しい。
- 丸山の元妻 - 吉田羊
- 居酒屋の大将 - 駒木根隆介： 幸之助らの行きつけの居酒屋の大将で肥満気味。
- 看護師 - 壇蜜： 卯之助が入院していた際の担当看護師。後に卯之助の秘書に。

## スタッフ
- 監督：李闘士男
- 製作：安田猛、小笠原高志、佐藤靖、三木明博、新浪剛史、渡部一文、毛塚善文、岩本孝一、齋藤雅代、松田陽三、滝沢平、近藤良英
- プロデューサー：二宮直彦、坂野かおり
- エグゼクティブ・プロデューサー：井上伸一郎
- 脚本：田中大祐
- 原作：田中大祐『体脂肪計タニタの社員食堂』（角川書店刊）、タニタ『体脂肪計タニタの社員食堂〜500kcalのまんぷく定食〜』（大和書房刊）
- 音楽：小松亮太
- 撮影：永森芳伸
- 主題歌：矢野顕子「さあ、召し上がれ」
- フードコーディネーター：飯島奈美
- 特殊メイク：百武朋
- VFXスーパーバイザー：浅野秀二
- 編集：宮島竜治
- 配給：角川映画
- 製作会社：「体脂肪計タニタの社員食堂」製作委員会（角川書店、ピクニック、大和書房、文化放送、ローソン、アマゾンジャパン、ソニーPCL、メ〜テレ、読売新聞社、ボルッテロFM、協同宣伝、パレード）